# Neocentrophyes
Genre
Neocentrophyes est un genre de Kinorhynches de l'océan Indien.

## Liste des espèces
Selon WRMS et ITIS :
- Neocentrophyes intermedius Higgins, 1969
- Neocentrophyes satyai Higgins, 1969

## Référence
- Higgins, 1969 : Indian Ocean Kinorhyncha, 2: Neocentrophyidae, a new homalorhagid family. Proceedings of the Biological Society of Washington, vol. 82, p. 113-128.